# Andrew Balfour
Sir Andrew Balfour, KCMG, CB (* 21. März 1873 in Edinburgh; † 30. Januar 1931 in Penshurst) war ein schottischer Arzt, Schriftsteller und Rugbyspieler.

## Berufliche Laufbahn
Andrew Balfour erhielt seine schulische Ausbildung am George Watson’s College in Edinburgh und studierte Medizin an der Universität Edinburgh. 1894 schloss er sein Studium ab und trat in die väterliche Praxis ein. Zwei Jahre später begann er eine medizinische Weiterbildung am Gonville and Caius College der Universität Cambridge und spezialisierte sich auf die Krankheitsprävention. Unter dem brasilianischen Mikrobiologen Alfredo Antunes Kanthack erforschte er dort Typhus und studierte später in Straßburg, um anschließend in Cambridge einen Abschluss als Master of Public Health zu machen. 1898 erlangte er in Edinburgh seinen Doktorgrad; für seine Doktorarbeit über die Toxizität von Farbstoffen im Zusammenhang mit der Gewässerverschmutzung erhielt er eine goldene Medaille. Im Jahre 1900 erlangte er in Edinburgh einen Abschluss als Bachelor of Science in Public Health.

### In Afrika
Im April 1900 reiste Balfour in das Südliche Afrika, wo er als ziviler Mediziner im Zweiten Burenkrieg diente. Er war zunächst in Estcourt stationiert und übernahm anschließend die Leitung eines Quarantänelagers für Typhus in Pretoria. Seine dortigen Erlebnisse erschütterten ihn nachdrücklich und beeinflussten seine weitere Arbeit:

“There one saw the disease at its worst, witnessed wretched, stuporous patients in stinking Khaki taken from trains and ambulance wagons, heard the droning buzz of accompanying cohorts of filthy flies, saw peeling and crusting lips, teeth coated with sores, and tongues dry as those of parrots. One witnessed, all too frequently, the horror of excessive meteorism, the shock of haemorrhage, the tragedy of perforation.”

„Da sah man die Krankheit in ihrer schlimmsten Form, erlebte jämmerliche, vor sich hin dämmernde Patienten in stinkendem Khaki, die mit Zügen und Lazarettwagen kamen. Man hörte das dröhnende Summen der sie begleitenden Scharen von Fliegen, sah sich ablösende und verkrustete Lippen, Zähne umgeben von Wunden, und Zungen, die so trocken waren wie die von Papageien. Man wurde zu häufig Zeuge von schrecklich aufgeblähten Leibern, schockierenden Blutungen und Magendurchbrüchen.“

Balfour selbst infizierte sich selbst mit Typhus und kehrte Ende 1901 nach England zurück. Während seiner Zeit im südlichen Afrika begann er, sich für die Arbeit des schottischen Parasitologen Patrick Manson zu interessieren und befasste sich in der Folge begeistert mit Tropenmedizin.
1902 heiratete Balfour seine Frau Grace, und im selben Jahr wurde er zum ersten Direktor des neugegründeten Wellcome Tropical Research Laboratory im sudanesischen Khartum, wo er außerdem das Amt des Medical Officer for Health übernahm. Bei seiner Verabschiedung nach Afrika gab Henry Wellcome für ihn ein Dinner in London, dessen prominentester Gast Henry Morton Stanley war. Nach zwei Jahren wurde er zum gesundheitlichen Berater der sudanesischen Kolonialregierung ernannt, was ihm ermöglichte eine, wie er selber sagte, „Gesundheitstyrannei“ mit eigener Polizeieinheit zu errichten. Seine neue Rolle im Sudan brachte ihm Zugang zu höchsten gesellschaftlichen Kreisen, zu denen etwa Lord Cromer, Lord Kitchener und General-Gouverneur Sir Reginald Wingate gehörten; der frühere US-Präsident Theodore Roosevelt besichtigte das Wellcome-Labor und zeigte sich äußerst beeindruckt. Während seiner Zeit in Khartum gelang es ihm, aufgrund der Forschungsergebnisse von Nobelpreisträger Ronald Ross die Todesfälle durch Malaria um 90 Prozent zu reduzieren, indem er die Brutgründe der Mosquitos beseitigen und die Trink- und Abwassersysteme verbessern ließ. 1907 zeichnete ihn der Khedive von Ägypten mit dem Osmanje-Orden 4. Klasse aus.

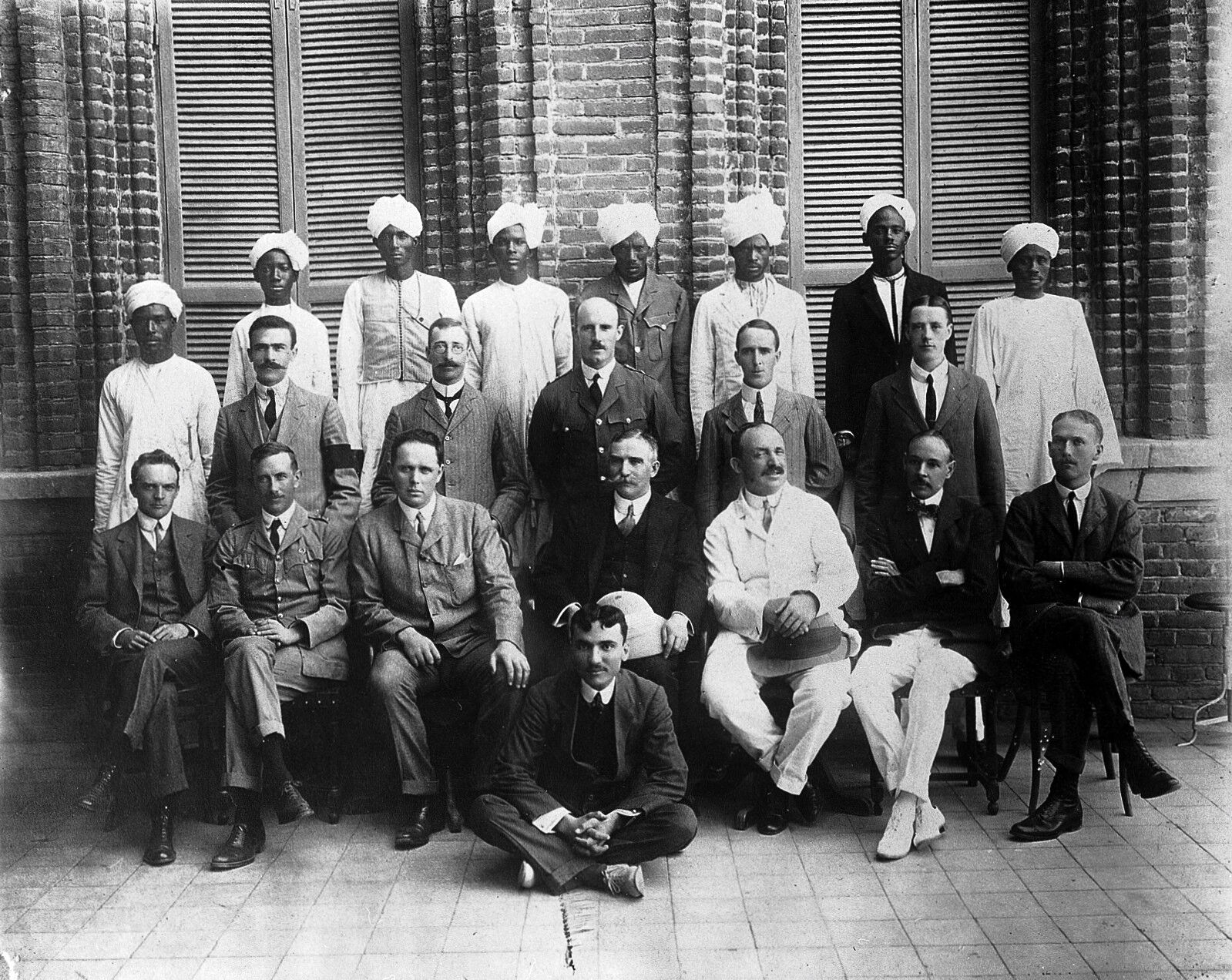
Der Mitarbeiterstab des Wellcome Tropical Research Laboratory in Khartum mit Andrew Balfour (sitzend, im weißen Anzug)

Ebenfalls in dieser Zeit beteiligte sich Balfour an vier Berichten des Wellcome Laboratory, und 1911 schrieb er gemeinsam mit Major R. G. Archibald eine Übersicht über die Fortschritte in der Tropenmedizin, die die Arbeit des Tropical Disease Bureau aus dem Jahre 1912 vorwegnahm. Er überwachte die Einführung eines schwimmenden Labors, ein Geschenk von Henry Wellcome an die sudanesische Regierung, das es erlaubte, wissenschaftliche Arbeiten an den nördlichen Armen des Nils durchzuführen, besonders zum Verständnis von Blutkrankheiten. Balfours wichtigste Arbeit war seine Erforschung der Syphilis.

### Zurück in England
1912 wurde Andrew Balfour als Commander des Order of St. Michael and St. George ausgezeichnet. 1913 kehrte er aus gesundheitlichen Gründen nach England zurück, um das Wellcome Bureau of Scientific Research in London aufbauen, das sich später zum Wellcome Museum of Medical Science entwickelte. Noch im selben Jahr reiste er zu Forschungszwecken nach Südamerika und auf die Westindischen Inseln.
Nach Ausbruch des Ersten Weltkriegs diente Balfour im Royal Army Medical Corps und erlangte den Dienstgrad eines Lieutenant Colonels (Oberstleutnant) erreichte. 1914 war er in Frankreich stationiert, später in Moudros, Thessaloniki und Ägypten. Als er nach England zurückkehrte, wurde er zum wissenschaftlichen Berater des Surgeon-General für die britischen Truppen in Ostafrika ernannt. 1918 wurde er mit dem Order of the Bath ausgezeichnet. und in den Despatches erwähnt. 1920 erhielt er die Mary Kingsley Medaille der  Liverpool School of Tropical Medicine. 1923 wurde Andrew Balfour zum Direktor der London School of Hygiene and Tropical Medicine ernannt und überwachte den Bau einer neuen Schule. Von 1925 bis 1927 war er zudem Präsident der Royal Society of Tropical Medicine and Hygiene.
1928 erlitt Balfour einen Nervenzusammenbruch, wahrscheinlich aufgrund zu hoher Arbeitsbelastung. Das British Medical Journal berichtete zwar, er sei wieder gesundet, laut anderen Angaben hatte er jedoch einen kompletten Zusammenbruch. 1930 wurde er als Knight Commander des Order of St. Michael and St. George geadelt und führte dadurch fortan das Prädikat „Sir“. Er litt weiter unter einer schweren Depression und wurde in das Cassel Hospital in Penshurst eingeliefert. Dort fiel oder sprang Andrew Balfour aus dem Fenster, und sein inzwischen gefrorener Körper wurde später auf dem Gelände der Klinik gefunden.

## Literarisches Werk
Neben seinen medizinischen Publikationen veröffentlichte Andrew Balfour auch Abenteuerromane. Noch als er Student in Cambridge war, veröffentlichte er sein erstes Buch By Stroke of Sword. Seine Romane erzählten historische Abenteuer, die hauptsächlich in Schottland in angesiedelt waren und medizinische Bezüge aufwiesen.

## Rugby-Karriere

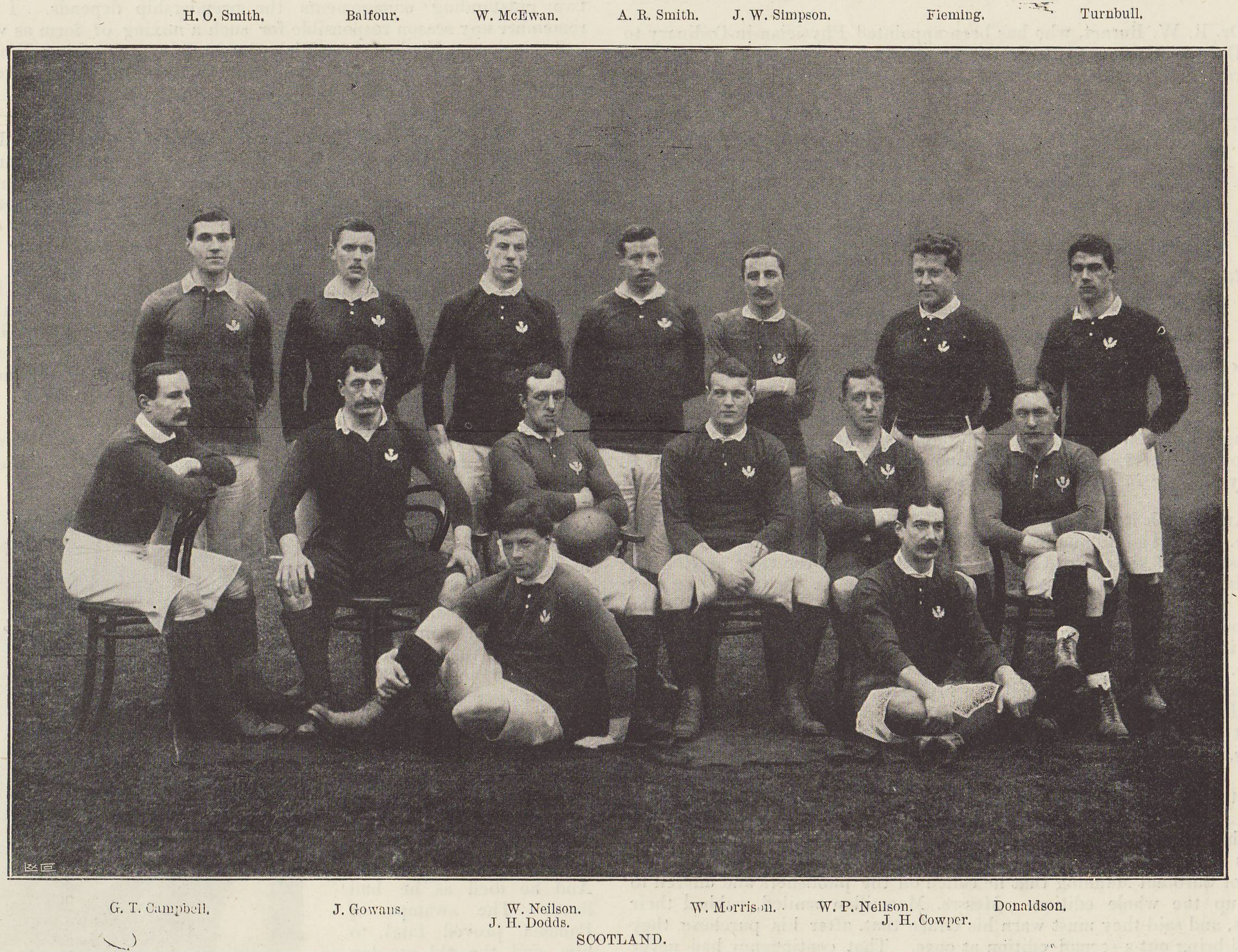
Das schottische Rugbyteam von 1896, mit Andrew Balfour (hintere Reihe, 2.v.l.)

Andrew Balfour war ein begeisterter Sportler und als Jugendlicher als Amateur-Boxer und namhafter Rugby-spieler aktiv. Er spielte für den Watsonian RFC, einen Club aus früheren Schülern des George Watson’s College. Ab 1895 spielte er für das schottische Nationalteam, das im selben Jahr die Home Nations Championship 1896 gewann. 1896/97 war Balfour Student in Cambridge und spielte für das dortige Team. 1897 spielte Balfour bei der Home Nations Championship 1897 nur im Finale für das schottische Nationalteam, das gegen England verlor, und wurde anschließend nie mehr aufgestellt, spielte aber im Universitätsteam weiter.
Nach dem Ende seiner Karriere als Spieler blieb Balfour dem Sport weiterhin verbunden als Mitglied des London Scottish FC und wurde national selector für die Scottish Rugby Union (SRU). In der Saison 1929/30 war er Vize-Präsident der SRU und in der Saison darauf Präsident, starb aber während dieser Amtszeit.

## Publikationen
Wissenschaftliche Schriften
- Mit C. J. Lewis: Medicine, Public Health and Preventive Medicine (1902)
- Memoranda on Medical Diseases in Tropical and Sub-Tropical Areas (1916)
- War Against Tropical Disease (1920)
- Reports to the Health Committee of the League of Nations on Tuberculosis and Sleeping Sickness in Equatorial Africa (1923)
- Mit H. H. Scott: Health Problems of the Empire (1924)

Romane
- By Stroke of Sword (1897)
- To Arms! (1898)
- Vengeance is Mine (1899)
- Cashiered and Other War Stories (1902)
- The Golden Kingdom (1903)